# A Song for You
 (septembre 2012).
Si vous disposez d'ouvrages ou d'articles de référence ou si vous connaissez des sites web de qualité traitant du thème abordé ici, merci de compléter l'article en donnant les références utiles à sa vérifiabilité et en les liant à la section « Notes et références ».
Albums de Bizzy Bone
Ruthless
(2007) Revival
(2009)
A Song For You est un album du rappeur Bizzy Bone, paru le 22 avril 2008 chez Virgin Records et After Platinum Records. On y note les participations de DMX, Chris Notez, Joel Madden, Twista et Jim Jones. L'album est entièrement supervisé par Ernie Romero.

## Liste des morceaux
1. "Prelude"
2. "A Song for You" (featuring DMX et Chris Notez)
3. "I'm the One" (featuring Joel Madden de Good Charlotte)
4. "Muddy Waters"
5. "Money" (featuring Twista)
6. "What Have I Learned"
7. "Mercy Mary"
8. "I Truly Believe"
9. "Ballin" (featuring Jim Jones)
10. "I Need You"
11. "Hard Times" (featuring Chris Notez)
12. "Memories"
13. "Real"
14. "Crossroad Outro"

## Singles diffusés en radio
- "Money" (featuring Twista) (aout 2007)
- "A Song for You" (featuring DMX et Chris Notez) (décembre 2007)